# Acrothoracica
Acrothoracica es un superorden de cirrípedos.

## Características
Es un tipo de balano perforador. Hace agujeros en material calcáreo, como conchas de moluscos, coral, crinoide o roca. Los icnofósiles de estos agujeros se conocen con el nombre de Rogerella.
Las especies de Acrothoracica son muy pequeñas, con una longitud total de unos pocos milímetros. No tienen caparazón sólido, ya que se encuentran protegidos por el medio en que perforan. Su cuerpo es una especie de saco blando con un disco quitinoso en la zona frontal. Tienen entre dos y doce miembros plumosos o cirrus que proyectan fuera del agujero con el objetivo de atrapar detritus como parte de su nutrición.

## Taxonomía
El super orden Acrothoracica se subdivide en:
- Apygophora Berndt, 1907
  - Trypetesidae Stebbing, 1910
- Pygophora Berndt, 1907
  - Cryptophialidae Gerstaecker, 1866
  - Lithoglyptidae Aurivillius, 1892